# صدف چروک خاردار گونه‌گون
صدف چروک خاردار گونه‌گون (نام علمی: Spondylus varius) گونه‌ای صدف بزرگ دریایی دوکفه‌ای از خانوادهٔ صدف‌های چروک خاردار (Spondylidae) است.

## مشخصات
این صدف بزرگ‌ترین گونه در خانوادهٔ خود است و می‌تواند تا ۲۰ سانتی‌متر رشد کند.
صدف آن به راحتی قابل تشخیص است زیرا بخش بالغ آن سفید است، اما بخش پرودیسوکنچ (بخش اولیه صدف) آن که معمولاً به رنگ قرمز مایل به زرد است، در انتهای نوک آن به وضوح دیده می‌شود.

## محل زندگی
این گونه در عمق ۳۰ متری اقیانوس زندگی می‌کند. مانند اکثر دوکفه‌ای‌ها، از پلانکتون‌ها تغذیه می‌کند و برای این کار از روش فیلتر کردن آب استفاده می‌کند.
صدف چروک خاردار گونه‌گون در اقیانوس هند و آرام و در سواحل استرالیا، چین، فیلیپین، ژاپن و تایوان یافت می‌شود.

## کاربرد
در گذشته، صدف‌های صدف چروک خاردار گونه‌گون در برخی فرهنگ‌ها به عنوان پول یا زیورآلات استفاده می‌شدند. امروزه، این صدف‌ها بیشتر به عنوان اشیاء تزئینی و کلکسیونی استفاده می‌شوند. صدف چروک خاردار گونه‌گون به دلیل زیبایی و اندازه بزرگ خود، مورد توجه کلکسیونرها و علاقه‌مندان به صدف‌ها است.
این گونه به دلیل صید بی‌رویه و تخریب زیستگاه‌های طبیعی خود، در معرض خطر انقراض قرار دارد.